# Vesna Vulović
Vesna Vulović (serbisk: Весна Вуловић) (født 3. januar 1950, død 23. december 2016) var en serbisk stewardesse. Hun har ufrivilligt verdensrekorden i at overleve fald uden faldskærm; 10,160 meter.
Den 26. januar 1972 var den 22-årige Vesna Vulović stewardesse om bord på JAT Flight 367, et JAT Airways DC-9, på vej fra København til Zagreb. Undervejs, da flyet befandt sig i lidt over 10 kilometers højde over Hermsdorf i Østtyskland, kom flyet ud for en eksplosion. Årsagen til eksplosionen skyldes en bombe placeret i bagagen. Flyet styrtede ned i Srbská Kamenice i Tjekkoslovakiet (nuværende Tjekkiet). Alle 28 ombordværende på nær Vesna Vulović blev dræbt.
Vesna Vulović blev fundet i midtersektionen af flyet, men kunne ikke fortælle noget om, hvordan hun overlevede, da hun ikke kunne erindre noget fra fra en time før flyets afgang til fire uger efter eksplosionen. Det havde ikke været planen, at hun skulle være stewardesse på flyet, men hun var ved en fejl blevet forvekslet med en kollega.
På hospitalet fik hendes forældre besked om, at deres datter ville dø af sine svære kvæstelser. Det blødte fra et kraniebrud, begge hendes ben var brækket og hun havde tre knuste ryghvirvler. Efter tre dage vågnede hun af sin koma og bad om en cigaret. Hun var da paralyseret fra hoften og ned, men efter nogle operationer fik hun igen fuld førlighed.
Vesna Vulović fortsatte med at arbejde i Jat Airways. Hun blev tildelt en Guinness Record titel ved en ceremoni, ledet af Paul McCartney.